# 208e régiment de fusiliers cosaques
Pour les articles homonymes, voir 208e régiment.
Le 208e régiment de fusiliers cosaques (en russe : 208-й стрелковый казачий полк, abrégé 208 сп), numéro d'unité militaire ?, est une unité des forces terrestres russes, anciennement une entité séparatiste de la milice populaire de la république populaire de Lougansk.

## Historique
Le 208e régiment de fusiliers cosaques est formé en 2022 à partir de mobilisés de la république populaire de Lougansk. Le mauvais équipement des soldats les obligea à récolter des fonds via le financement participatif. En signe d'appartenance aux Cosaques, les mobilisés portent une koubanka.
Au printemps 2022, l'unité est engagée dans la bataille de Sievierodonetsk. Lors de la seconde bataille de Lyman en septembre 2022, l'unité défend ses positions aux côtés du 503e régiment de fusiliers motorisés, du 752e régiment de fusiliers motorisés, de la 21e brigade de fusiliers motorisés et deux détachements BARS. Le 14 octobre 2022, le 208e régiment opère en direction de Terna, au nord de l'oblast de Donetsk, à 16 km au nord-ouest de Kreminna. En 2023, elle prend part à la bataille de Bakhmout.